# Milagros Socorro
Milagros Socorro Morales (Maracaibo, 19 de marzo de 1960) es una periodista, escritora y profesora universitaria venezolana, ganadora del premio Nacional de Periodismo en 1999. En 2018 recibió en La Haya el Premio Oxfam Novib/PEN por su labor en defensa de la libertad de expresión, frente a la amenaza y hostigamiento.

## Biografía
Nació en Maracaibo, estado Zulia, pero fue llevada a los pocos días a Machiques, pueblo de la Serranía de Perijá, en la frontera entre Colombia y Venezuela. En esa zona ganadera en donde residía su familia, creció junto a sus tres hermanos hasta que tenía 15 años, cuando partió hacia a Maracaibo para continuar allá sus estudios. Entre 1980 y 1986 estudia la carrera de comunicación social en la Universidad del Zulia. En Maracaibo, una vez graduada se desempeña como docente de la Escuela de Comunicación Social de la Universidad del Zulia y funda y dirige la revista Babilonia.
Ya en Caracas inicia como columnista en el diario El Universal en el año 2000, en donde se mantiene hasta 2002. Ese mismo año pasa a integrar la plantilla del diario El Nacional, como columnista, entrevistadora y cronista, labores que desempeña entre febrero de 2002 y marzo de 2014. A partir de 2008 empieza a publicar sus crónicas en la revista mensual Climax. Entre noviembre de 2009 y febrero de 2015 fungió como periodista, traductora y directora de Código Venezuela y se desempeña como periodista independiente en diversos medios impresos, como la revista Exceso, el diario El Nacional y la revista Bigott.

## Publicaciones
Como escritora, Socorro ha navegado por el cuento, el ensayo, el testimonio, la crónica y la semblanza.
- “El abrazo del tamarindo” (Alfaguara, 2008) / novela de ficción
- Serie “Greñas” (Alfaguara infantil, 2007) / Cuentos para niños
- “Vacas en las nubes” (Alfaguara infantil, 2007) / Cuentos para niños
- “Actos de salvajismo” (Random House Mondadori, 1999) / Relatos
- “Alfonso ‘Chico’ Carrasquel. Con la V en el pecho” (Fundarte, 1994) / No ficción
- “Una atmósfera de viaje” (Universidad del Zulia, 1989) / Relatos

## Premios
- En 1999 es reconocida con el Premio Nacional de Periodismo, otorgado anualmente en Venezuela.
- En 1996 obtiene el premio de narrativa de la Bienal José Antonio Ramos Sucre, con su obra “Actos de salvajismo”, publicada posteriormente en 1999.
- En 1994 obtiene el primer premio de crónica urbana del Diario de Caracas, con el texto “La Venus del Cafetal”.
- En 1990 se alza con el premio de narrativa de la I Bienal Udón Pérez de la Universidad del Zulia, con su relato “Una atmósfera de viaje”.